# 그대에게 평화를
그대에게 평화를 김부긍입니다는 대한민국의 라디오 채널 cpbc FM에서 생방송은 매일 오전 6시 3분부터 오전 6시 50분까지, 재방송은 매일 새벽 1시부터 새벽 1시 45분까지 방송되는 가톨릭 찬양 프로그램이다.

## 역사
2015년 4월 20일에 첫방송을 시작했으며, 원래는 일부지역 자체방송이었으나, 2022년 11월 5일부터 전국방송으로 변경되었다.
2025년 4월 20일에 방송 10주년을 맞이했다.

## 역대 방송시간
| 방송 채널 | 방송 기간                           | 방송 시간                                                               |
| --------- | ----------------------------------- | ----------------------------------------------------------------------- |
| cpbc FM   | 2015년 4월 20일 ~ 2015년 10월 17일  | 월~토요일 오후 2:05 ~ 오후 3:50                                         |
| cpbc FM   | 2015년 10월 19일 ~ 2016년 11월 26일 | 월~토요일 오후 2:05 ~ 오후 4:00                                         |
| cpbc FM   | 2016년 11월 28일 ~ 2018년 12월 2일  | 매일 오후 2:00 ~ 오후 4:00                                              |
| cpbc FM   | 2018년 12월 3일 ~ 2019년 6월 1일    | 월~토요일 오후 2:00 ~ 오후 4:00                                         |
| cpbc FM   | 2020년 6월 29일 ~ 2020년 10월 31일  | 월~토요일 오후 2:00 ~ 오후 4:00                                         |
| cpbc FM   | 2021년 4월 5일 ~ 2021년 4월 17일    | 월~토요일 오후 2:00 ~ 오후 4:00                                         |
| cpbc FM   | 2019년 6월 3일 ~ 2019년 11월 29일   | 평일 오후 2:00 ~ 오후 4:00                                              |
| cpbc FM   | 2019년 12월 2일 ~ 2020년 6월 27일   | 평일 오후 2:00 ~ 오후 4:00 토요일 오후 2:00 ~ 오후 3:00                 |
| cpbc FM   | 2021년 4월 19일 ~ 2021년 10월 16일  | 평일 오후 2:00 ~ 오후 4:00 토요일 오후 2:00 ~ 오후 3:00                 |
| cpbc FM   | 2020년 11월 2일 ~ 2021년 4월 3일    | 월~토요일 오후 2:00 ~ 오후 3:00                                         |
| cpbc FM   | 2021년 10월 24일 ~ 2022년 10월 30일 | 매주 일요일 저녁 8:00 ~ 밤 10:00                                        |
| cpbc FM   | 2022년 11월 6일 ~ 2023년 10월 29일  | 매주 일요일 오후 2:00 ~ 오후 4:00                                       |
| cpbc FM   | 2023년 10월 30일 ~ 현재             | 매일 오전 6:05 ~ 오전 6:50 (생방송) 매일 새벽 1:00 ~ 새벽 1:45 (재방송) |

## 역대 DJ
- 2015년 4월 20일 ~ 2016년 4월 15일 : 박민우 신부
- 2016년 4월 18일 ~ 2016년 11월 25일 : 박명선 (평일 1차)
- 2016년 11월 28일 ~ 2017년 12월 1일 : 박명선 (평일 2차), 김용주 (주말 1차)
- 2017년 12월 4일 ~ 2018년 12월 2일 : 장환진, 김슬애 아나운서 (평일), 김용주 (주말 2차)
- 2018년 12월 3일 ~ 2019년 11월 29일 : 장환진, 김슬애 아나운서
- 2019년 12월 2일 ~ 2021년 10월 16일 : 장환진
- 2021년 10월 23일 ~ 2024년 : 지승신 아나운서
- 2024년 : 김부긍 DJ

## 코너

### 1부
- 토요일 : 환영합니다
- 일요일 : 마음 긷는 두레박

### 2부
- 나를 살아가게 하는 이야기
- 가톨릭성가도 함께